# 1988 en Lorraine
Chronologie de la Lorraine
- 1984
- 1985
- 1986
- 1987
- 1988
- 1989
- 1990
- 1991
- 1992

Cette page est une liste d'événements qui se sont produits durant l'année 1988 en Lorraine.

## Événements

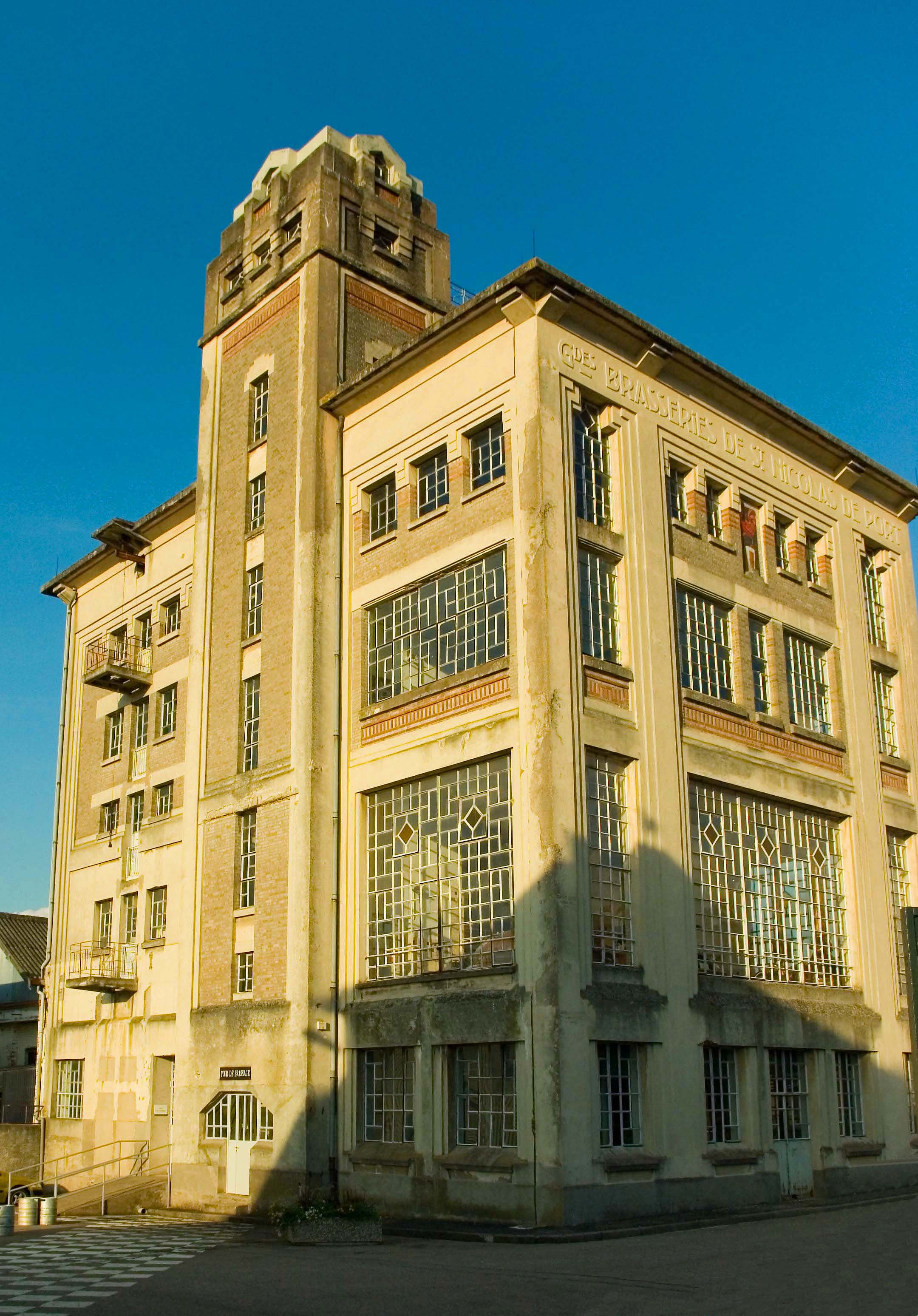
Musée de la brasserie de Saint-Nicolas-de-Port.

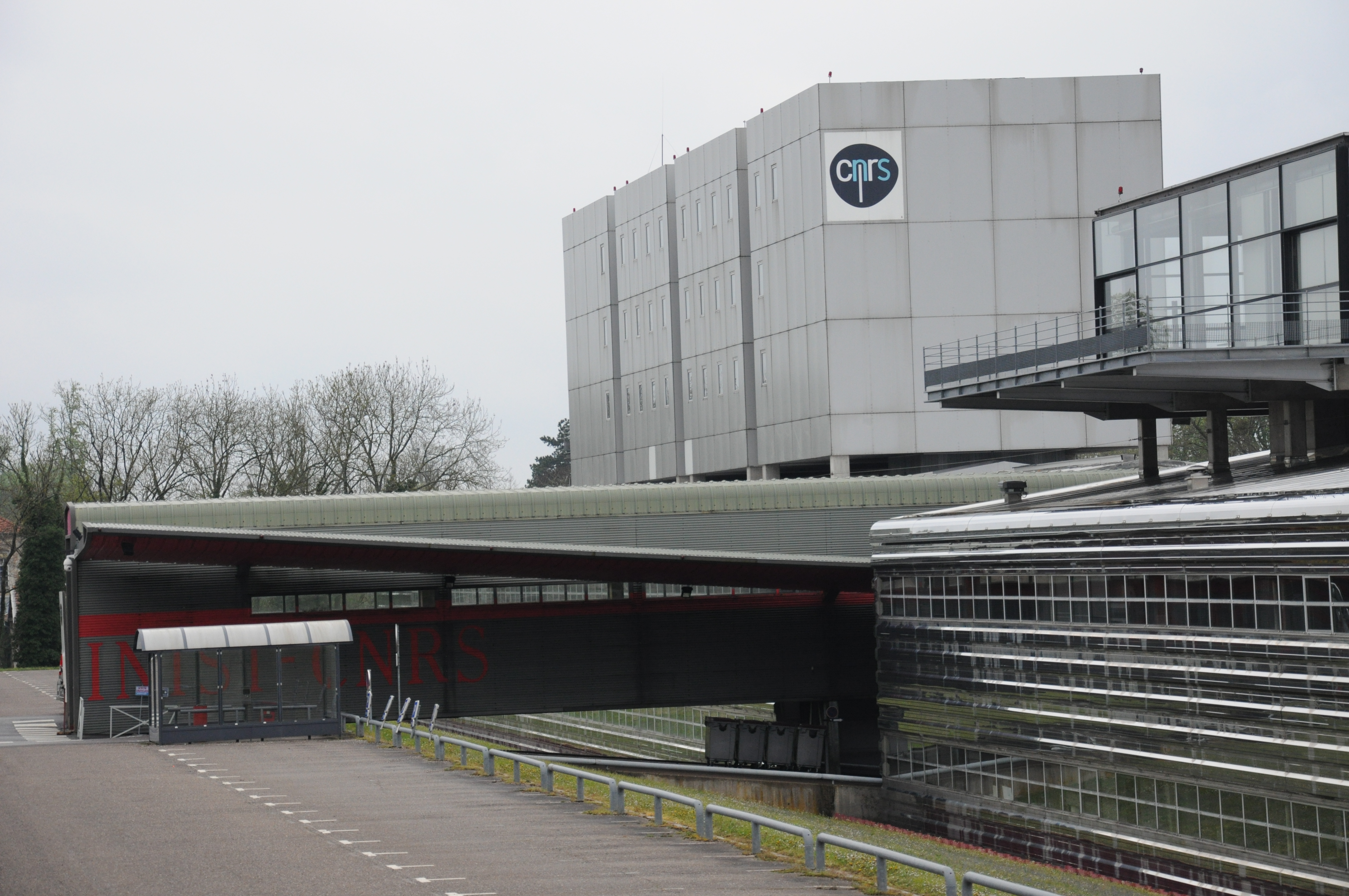
Vue extérieure du bâtiment de l'INIST

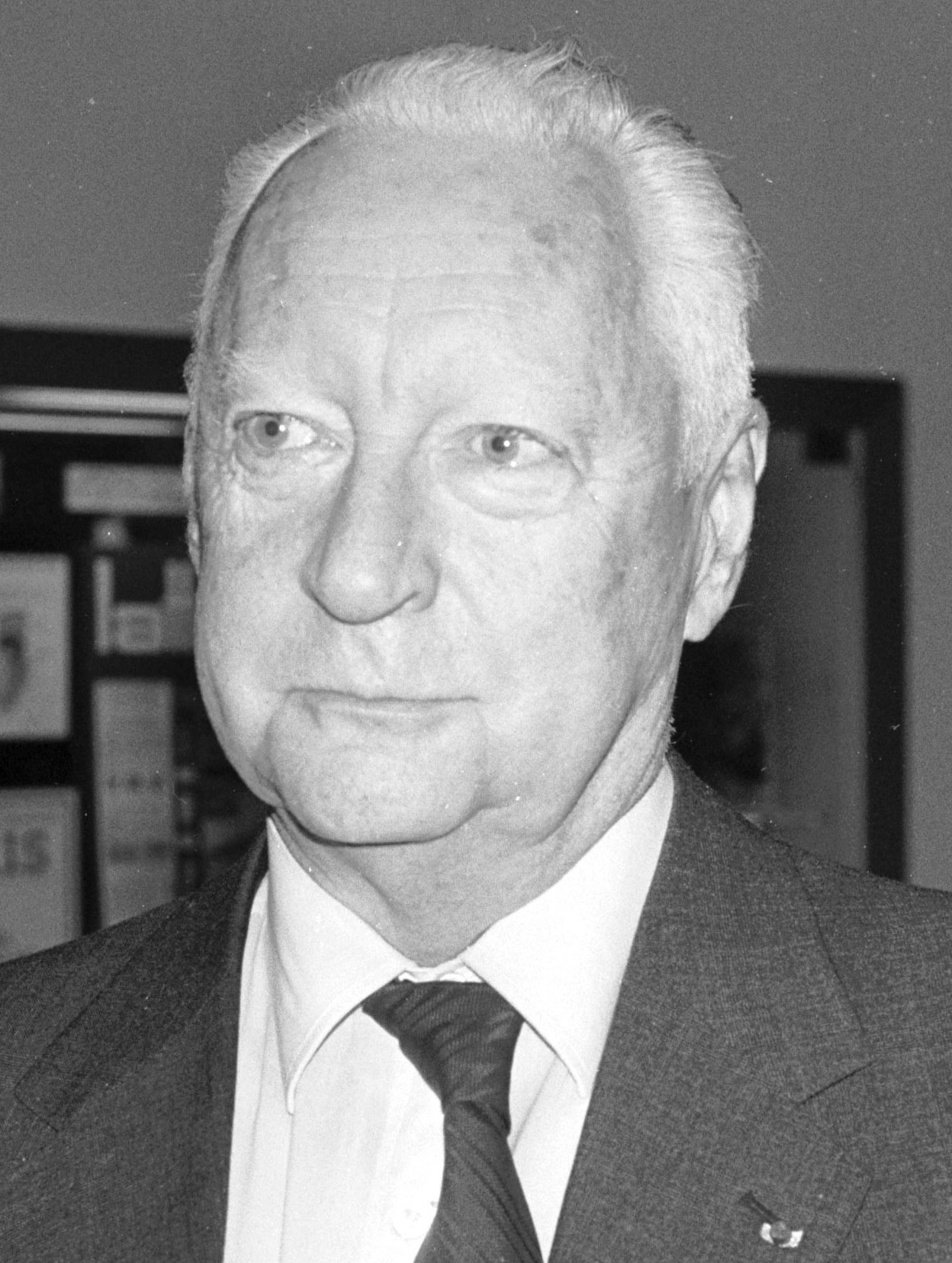
Pierre Messmer en 1988

- Création du Musée français de la brasserie, dans l'ancienne brasserie de Saint-Nicolas-de-Port[1], 60, 62 rue Charles-Courtois - rue Bilhiesse, en Meurthe-et-Moselle.
- Basé sur le technopôle de l’agglomération nancéienne à Vandœuvre-lès-Nancy, l’Inist est né en 1988 de la fusion du Centre de documentation scientifique et technique (CDST) et du Centre de documentation en sciences humaines (CDSH), tous deux basés à Paris, et qui constituaient les deux pôles de documentation du CNRS.
- Christian Rigollet et Michel Bathelot remportent le rallye de Lorraine sur une Ford Sierra[2].
- Fermetures, de la Mine de Tucquegnieux, de la Mine de Serrouville et de la Mine d'Hayange[3]
- Fondation du Cercle pour la promotion de l'histoire de Jœuf[4];
- Fondation l' Association des amis du vieux Sarrebourg[5];
- Fondation la Société d'histoire de Woippy[6].
- Fondation de l'  Association des amis du musée d'art et d'histoire de Toul[7].
- Fondation de l'  Association Emmanuel Héré à Nancy[8].

- 22 février : Jonas Svensson remporte le tournoi de tennis de Lorraine.
- 8 au 14 mai : Guy Vattier est député de Meurthe et Moselle à la faveur d'une démission. Il ne sera pas réélu quelques semaines plus tard[9].
- 4 juin : ouverture de l'Été du livre, première édition, à Metz[10].
- 5 et 12 juin 1988 : élections législatives organisées à la suite de la dissolution de l'Assemblée nationale par le président de la République François Mitterrand, après sa réélection (IXe législature).
  - Sont élus députés de Meurthe-et-Moselle : Michel Dinet, PS, dans la circonscription de Toul; Jean-Paul Durieux réélu dans la 7e circonscription ; Claude Gaillard; Jean-Yves Le Déaut, Parti socialiste, dans  la 6e circonscription; Daniel Reiner, Parti socialiste, élu dans la 4e circonscription et André Rossinot.
  - Jean-Louis Dumont est élu de la 2e circonscription de la Meuse
  - Sont élus députés de la Moselle : André Berthol, membre de l'UMP, élu dans la 7e circonscription de la Moselle; Jean-Marie Demange, réélu, membre du RPR; René Drouin, réélu;  Denis Jacquat, dans la deuxième circonscription de la Moselle; Jean Kiffer, dans la huitième circonscription de la Moselle; Charles Metzinger, dans la sixième circonscription de la Moselle;  Jean Seitlinger, réélu  et  Aloyse Warhouver, dans la 4e circonscription de la Moselle.
  - dans les Vosges :  Philippe Séguin; Christian Pierret; Christian Spiller et Serge Beltrame.
- 11 juin : deuxième victoire du FC Metz en Coupe de France face au FC Sochaux (1-1 à la fin du temps de jeu, 5-4 aux tirs au but)[11],[12].
- 29 juillet, Jean-Éric Bousch. est élu sénateur de la Moselle.
- Août 1988 : Caroline Muller est élue reine de la mirabelle[13].
- 10 octobre : le pape Jean-Paul II célèbre une messe dans la cathédrale de Metz puis se rend à Nancy, Place Carnot , pour une célébration de prières[11]
- Octobre 1988 : création en Meurthe-et-Moselle, d'une autre Radio Jérico (Radio Jérico à Metz), à la suite de la venue du pape, sur la fréquence 98,9 MHz, puis 93,7 à Nancy et 101,4 à Longwy, mais n'a aucun lien avec la radio messine[14]. En 1996, elle diffuse les bulletins d'information de RCF (Radios chrétiennes francophones), et en septembre 2002, Radio Jérico s'affilie au réseau RCF et devient RCF Jérico.
- 23 décembre : arrêt du haut fourneau J1 de l'usine de Jœuf. Seul le J2 reste en service, il fermera en 1989[15].

## Inscriptions ou classements aux titre des monuments historiques

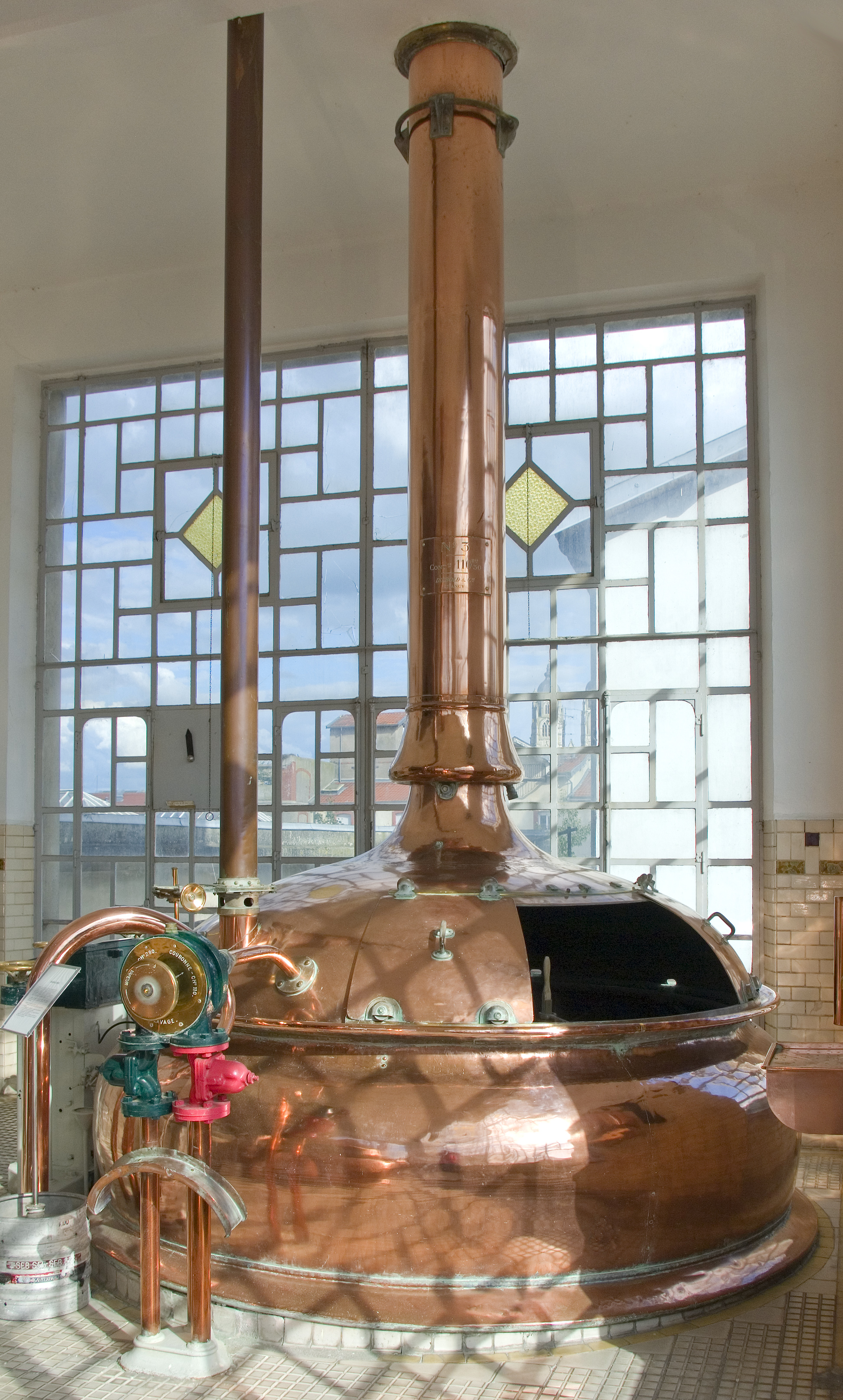
Musée de la brasserie, cuves 2

- En Meurthe et Moselle : Château de Jaulny[16], Musée français de la brasserie[17], Grosse-Maison de Villey-Saint-Étienne[18], Maison Le Jeune[19]

- En Meuse : Hôtel de Florainville[20]; Hôtel de Marne[21]; Hôtel de Radouan[22]; Hôtel de Salm à Bar-le-Duc[23]; Maison Morel[24]

- En Moselle : Château d'Ancerville[25], Villa gallo-romaine de Saint-Ulrich[26], Château de Hombourg-Budange[27], Château de Roussy-Comté[28]

- Dans les Vosges : Manufacture royale de Bains-les-Bains[29], Forteresse de Châtel-sur-Moselle[30].

## Naissances

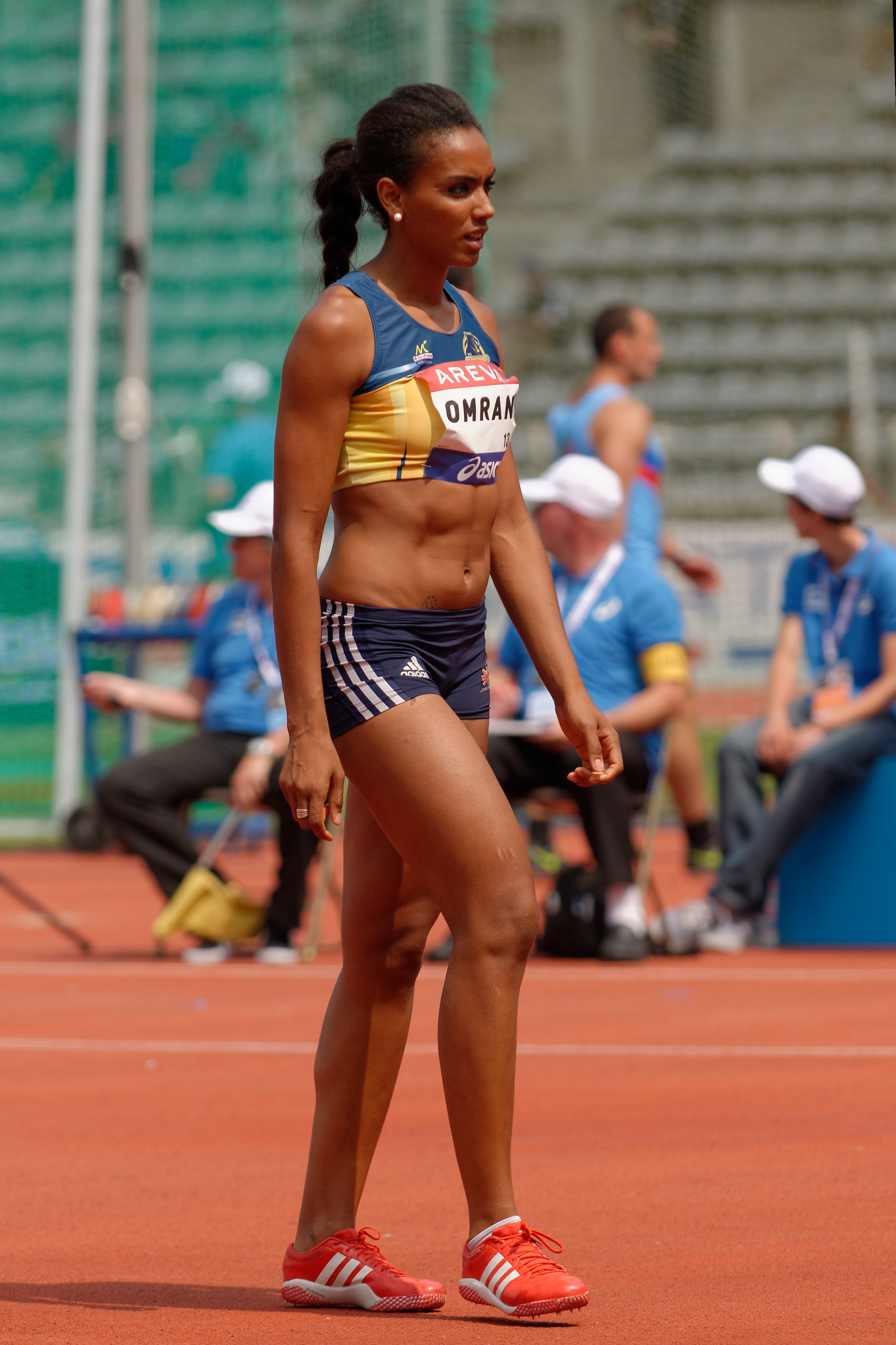
Yassmina Omrani aux Championnats de France d'athlétisme 2013

- Levalet, pseudonyme de Charles Leval, né à Épinal en 1988[31], artiste plasticien français qui s'inscrit dans le mouvement du street art (art urbain).
- Edouard Taufenbach, né en 1988 à Neufchâteau, artiste plasticien vivant et travaillant à Paris.
- Arnaud Thiry, vidéaste français de vulgarisation scientifique né en 1988 à Sarrebourg.
- 1er janvier à Forbach : Yassmina Omrani, athlète franco-algérienne[32], spécialiste des épreuves combinées. Elle remporte les championnats d'Afrique d'athlétisme 2012 avec 5 924 points.
- 2 février à Metz : Adrien Portier, joueur de football français qui évolue au poste de défenseur central, notamment à La Jeunesse d'Esch au Luxembourg.
- 4 février à Remiremont : Adrien Mougel, fondeur français.
- 10 février à Nancy : Adrien Genoudet, écrivain et réalisateur français.
- 20 février à Metz : Cédric Anton est un footballeur français .
- 24 février à Nancy : Tatiana Ventôse, de son vrai nom Tatiana Jarzabek, est une vidéaste web politique française. Elle est principalement connue en tant qu'animatrice et cofondatrice du Fil d'actu ainsi que pour les analyses politiques qu'elle publie régulièrement sur sa propre chaîne YouTube.
- 29 mars à Nancy : Yannick Torlini,écrivain et poète français.
- 28 avril à Nancy : Anissa Meksen, boxeuse française multiple fois championne du monde, d'Europe et de France, notamment 11 fois championne du monde, 5 fois championne d'Europe et 11 fois championne de France. Elle est sacrée meilleure boxeuse de l'année en 2014 par plusieurs magazines sur internet. Elle fut membre de l'équipe de France en savate boxe française entre 2006 et 2013 et est classée no 1 mondiale par la FIS (fédération internationale de savate) entre 2007 et 2013.
- 30 avril à Villers-la-Montagne : Jordan Tresson, pilote automobile français.
- 17 mai  à Bar-le-Duc : Claire Jacquet, céiste française pratiquant le slalom.
- 5 juin à Semécourt : Julie Krasniak, coureuse cycliste française. Elle court dans trois disciplines : cyclisme sur route, cyclo-cross et VTT. Son père, Zbigniew a été champion de France de VTT cross-country en 1993. Elle arrête sa carrière en 2012, à 24 ans[33].
- 5 juillet à Forbach : Smail Morabit, footballeur français. Il évolue à l'US Sarre-Union[34].
- 20 juillet à Metz : Lisa Belluco, personnalité politique française. Elle est élue députée en 2022 pour la seizième législature. Lisa Belluco est également co-présidente de l'Institut Cité Écologique.
- 10 octobre à Essey-lès-Nancy : Rudy Gestede, footballeur international béninois, qui possède également la nationalité française. Il évolue actuellement au poste d'avant-centre à Esteghlal Téhéran.
- 15 novembre à Metz : Morgan Parra, joueur de rugby à XV international français. Il évolue au poste de demi de mêlée au sein du Stade français Paris après trois saisons avec le CS Bourgoin-Jallieu et treize avec l'ASM Clermont. Il lui arrive aussi de jouer au poste de demi d'ouverture.
- 28 novembre à Nancy : Mérédis Houmounou, joueur de basket-ball professionnel français.

## Décès
- 10 mai à Nancy : Henri Ledroit, né le 11 mars 1946 à Villacourt, contreténor français.